# Keri Hulme
Keri Ann Ruhi Hulme (9. března 1947 – 27. prosince 2021), známá také pod pseudonymem Kai Tainui, byla novozélandská spisovatelka a držitelka Man Bookerovy ceny za román The Bone People. Byla první autorkou pocházející z Nového Zélandu, která tuto cenu obdržela.

## Život
Hulme se narodila v roce 1947 v Christchurchi jako nejstarší ze šesti dětí. Její matka měla maorské kořeny, o které se Hulme blíže začala zajímat ve svém dětství a výrazně je začlenila do svého díla. Po studiu na střední škole pracovala jako sběračka chmele a tabáku. V roce 1967 začala studovat právo na Canterburské univerzitě, studium však opustila a vrátila se zpět k práci. Hulme se v roce 1973 stala majitelkou pozemku v Ōkārito na Jižním ostrově, kde žila skoro 40 let až do roku 2011. Hulme žila celý život sama, byla asexuál a aromantik.
Hulme zemřela 27. prosince 2021 na demenci.

## Dílo
Ve svých dílech se Hulme nejčastěji zabývala tématy spojenými s maorskou identitou, mytologií, láskou a násilím. Dva poslední romány nedokončila.